# ISO/IEC 7816
A ISO/IEC 7816 é um padrão internacional relacionado a cartões de identificação eletrônica com contatos, especialmente cartões inteligentes, gerenciado em conjunto pela Organização Internacional de Padronização (ISO) e pela Comissão Eletrotécnica Internacional (IEC).
É editado pelo Comitê Técnico Conjunto (JTC) 1 / Subcomitê (SC) 17, Cartões e identificação pessoal.
A seguir, são descritas as diferentes partes deste padrão.
Observação: resumos e datas, quando presentes, são meras citações do site da ISO, e não são garantidos no momento da edição nem no futuro.

## Partes do padrão
- ISO/IEC 7816-1:2011 Parte 1: Cartões com contatos - Características físicas
- ISO/IEC 7816-2:2007 Parte 2: Cartões com contatos - Dimensões e localização dos contatos
- ISO/IEC 7816-3:2006 Parte 3: Cartões com contatos - Interface elétrica e protocolos de transmissão
- ISO/IEC 7816-4:2013 Parte 4: Organização, segurança e comandos para intercâmbio
- ISO/IEC 7816-5:2004 Parte 5: Registro de fornecedores de aplicativos
- ISO/IEC 7816-6:2016 Parte 6: Elementos de dados interindustriais para intercâmbio
- ISO/IEC 7816-7:1999 Parte 7: Comandos interindustriais para Linguagem de Consulta Estruturada de Cartão (SCQL)
- ISO/IEC 7816-8:2016 Parte 8: Comandos e mecanismos para operações de segurança
- ISO/IEC 7816-9:2017 Parte 9: Comandos para gerenciamento de cartões
- ISO/IEC 7816-10:1999 Parte 10: Sinais eletrônicos e resposta para redefinir para cartões síncronos
- ISO/IEC 7816-11:2017 Parte 11: Verificação pessoal por métodos biométricos
- ISO/IEC 7816-12:2005 Parte 12: Cartões com contatos - interface elétrica USB e procedimentos operacionais
- ISO/IEC 7816-13:2007 Parte 13: Comandos para gerenciamento de aplicativos em um ambiente de vários aplicativos
- ISO/IEC 7816-15:2016 Parte 15: Aplicativo de informações criptográficas

## 7816-1: Cartões com contatos - Características físicas
Criada em 1987, atualizada em 1998, alterada em 2003, atualizada em 2011.
Esta parte descreve as características físicas do cartão, principalmente por referência à ISO/IEC 7810 Cartões de identificação - Características físicas, mas também com outras características, como resistência mecânica.

## 7816-2: Cartões com contatos - Dimensões e localização dos contatos

Quatro exemplos de tamanhos de cartões SIM que usam a interface ISO/IEC 7816

Criado em 1988, atualizado em 1999, alterado em 2004, atualizado em 2007. A norma define uma interface de oito (ou seis) pinos. O primeiro pino está localizado no canto inferior direito da imagem fornecida. Os pinos 4 e 8 são ocasionalmente omitidos.
| Pino # | Nome do pino | Descrição do pino                |
| ------ | ------------ | -------------------------------- |
| 1      | VCC          | +5v ou 3.3v DC                   |
| 2      | Reset        | Redefinição do Cartão (Opcional) |
| 3      | CLOCK        | Relógio do Cartão                |
| 4      | AS           | Específico de Aplicação          |
| 5      | GND          | Terra                            |
| 6      | VPP          | [Programação] +21v DC, ou NC     |
| 7      | I/O          | Entrada/Saída [de Dados]         |
| 8      | AS           | Específico de Aplicação          |